# Park 100-lecia Powrotu Torunia do Wolnej Polski
Park 100-lecia Powrotu Torunia do Wolnej Polski – park zlokalizowany w centrum Torunia, znajdujący się w obrębie al Niezależnego Zrzeszenia Studentów, al. Jana Pawła II, ulic Chopina i Tujakowskiego oraz al. 500-lecia. Obecna nazwa parku została nadana podczas sesji radnych toruńskich we wrześniu 2020 roku.
Park powstał na miejscu zniwelowanego fragmentu szańca Bastionu Nowego, wchodzącego w skład XVII-wiecznej twierdzy.
W parku występują rzadkie okazy drzew i krzewów, m.in. jedyny w Toruniu krzew woskownicy europejskiej, ponadto miłorzęby japońskie, cisy, odmiany świerków, jodeł i kosodrzewiny. Wzdłuż ul. Chopina posadzono jarzęby szwedzkie, głogi i pigwy japońskie. Ponadto w parku znajdują się klony, jesiony i lipy.
Przy głównej alei, stanowiącego połączenie między Starym Miastem a Bydgoskim Przedmieściem, od strony placu Rapackiego, znajduje się pomnik Józefa Piłsudskiego. Pomnik odsłonięto 15 sierpnia 2000 roku.